# Œil (cyclone)
Pour les articles homonymes, voir Œil (homonymie) et L'Œil du cyclone.
Pour un article plus général, voir Cyclone tropical.

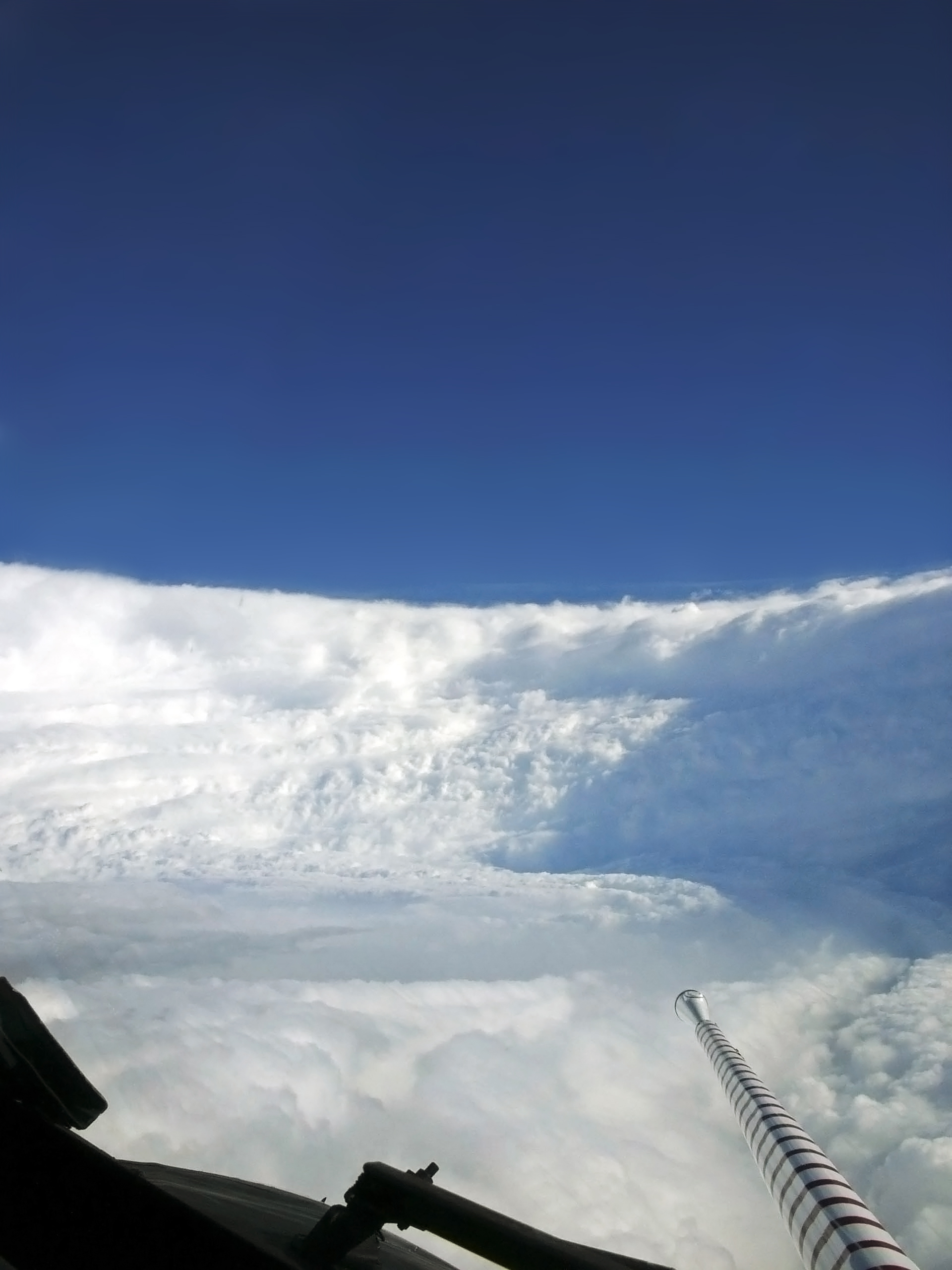
Vue de l'intérieur de l'œil de l'ouragan Katrina, 40 km de diamètre lors de son acmé, depuis un avion.

L'œil d'un cyclone tropical est une zone de vents calmes et de temps clément siégeant en général au centre de la circulation cyclonique. Il est délimité par le mur de l'œil, un mur d'orages où les conditions météorologiques sont les plus extrêmes. Il est plus ou moins circulaire et son diamètre caractéristique est de l'ordre de 30 à 60 kilomètres, bien que ce diamètre varie grandement selon l'intensité du système. La pression y est la plus basse du système mais la température en altitude est plus élevée que l'environnement, contrairement à une dépression classique qui a un cœur froid.  Il arrive parfois à l'œil de ne pas être au centre et de tourner ou de se déplacer dans diverses directions autour du centre du cyclone. Les vagues convergent cependant en dessous de l’œil, rendant la mer très dangereuse.

## Caractéristiques

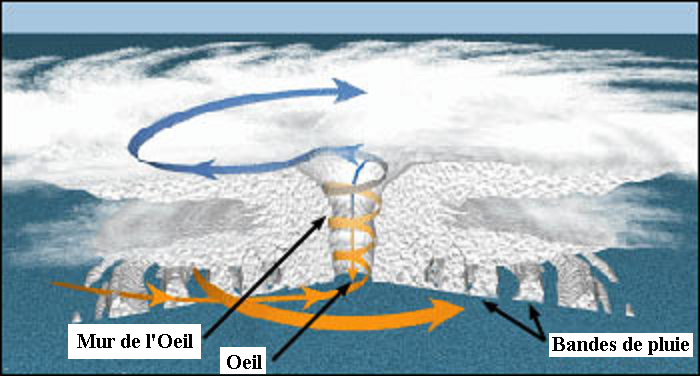
Structure d'un cyclone tropical : on remarque le mouvement descendant (flèche bleue) dans l'œil mais en ascendance dans le mur tout près (flèche jaune). (Source : NOAA).

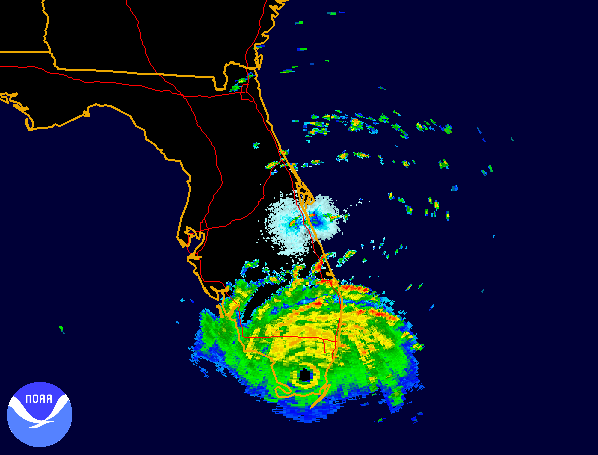
Bandes de précipitations délimitant l'œil de l'ouragan Andrew tel que vues par le radar météorologique de Miami lors de son passage sur le sud de la Floride.

L'œil est constitué par de l'air subsident (mouvement descendant),,,,
entouré d'un mur de nuages orageux (cumulonimbus) dans lequel les mouvements ascendants sont rapides. Les températures chaudes de l'œil s'expliquent par la compression adiabatique de l'air subsident. La plupart des sondages effectués dans l'œil montrent que les basses couches restent relativement humides avec une inversion de température au-dessus, ce qui tendrait à démontrer que les couches supérieures d'air subsident de l'œil n'atteignent pas le sol mais restent cantonnées à une altitude de 1 à 3 km de la surface.
Dans les systèmes tropicaux n'ayant pas atteint le stade de cyclone (64 kt ou 33 m/s), l'œil n'est pas visible ou il n'est que partiel car la subsidence n'est pas assez forte pour dissiper les nuages. On observe alors une couverture nuageuse centrale dense en cirrus (CDO en anglais), telle que vue par les satellites météorologiques, et on peut retrouver des pluies torrentielles au centre de ces systèmes. Une fois que le stade cyclone est atteint un œil apparaît en son centre et peut être observé à la fois sur les canaux visibles et infra rouges des images satellitaires. La présence d'un CDO presque circulaire et bien uniforme, indique la présence d'un environnement favorable de faible cisaillement vertical du vent.

### Pression, diamètre et structure
À la surface dans la région de l'œil:
- Les vents sont faibles, quelquefois nuls, mais des rafales en provenance du mur de l'œil peuvent s'y introduire occasionnellement ;
- Il y a peu ou pas de précipitations et le ciel bleu est souvent visible à travers les lambeaux de nuages.

En haute altitude :
- La circulation de l'air s'y fait en descendant ;
- Au sommet de la troposphère, la température de l'air est beaucoup plus élevée que dans les zones environnantes (de 10 K ou plus[1]). Les températures élevées de l'œil s'expliquent par la compression de l'air descendant.

Dans le cyclone entier :
- On y observe la pression atmosphérique minimale dans le cyclone ;
- Le diamètre de l'œil peut atteindre 200 kilomètres (Typhon Tip) mais il est typiquement de 30 à 60 kilomètres.

Mur de l'œil :
- Formé de cumulonimbus, on y retrouve les mouvements convectifs les plus puissants. Il est accompagné des intempéries les plus intenses du cyclone (vents, précipitations, onde de tempête et tornades).

### Douves
Une douve dans un cyclone tropical est le cercle dégagé entre les murs concentriques que l'on retrouve lors du cycle de renouvellement (voir plus bas) et qui est caractérisé par de l'air en subsidence. Le mouvement de l'air y est dominé par la déformation du flux. Elle est un exemple d'une zone de filamentation rapide où la vitesse de rotation de l'air autour du système subit de grandes variations en une faible distance selon une direction radiale au centre du cyclone. De telles régions se retrouvent dans tout tourbillon d'intensité suffisante mais est particulièrement important dans les cyclones tropicaux de forte catégorie.

### Méso-vortex du mur

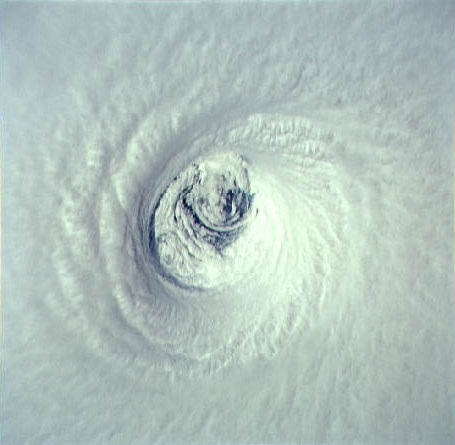
Meso-vortex visibles dans l'œil de l'ouragan Emilia en 1994

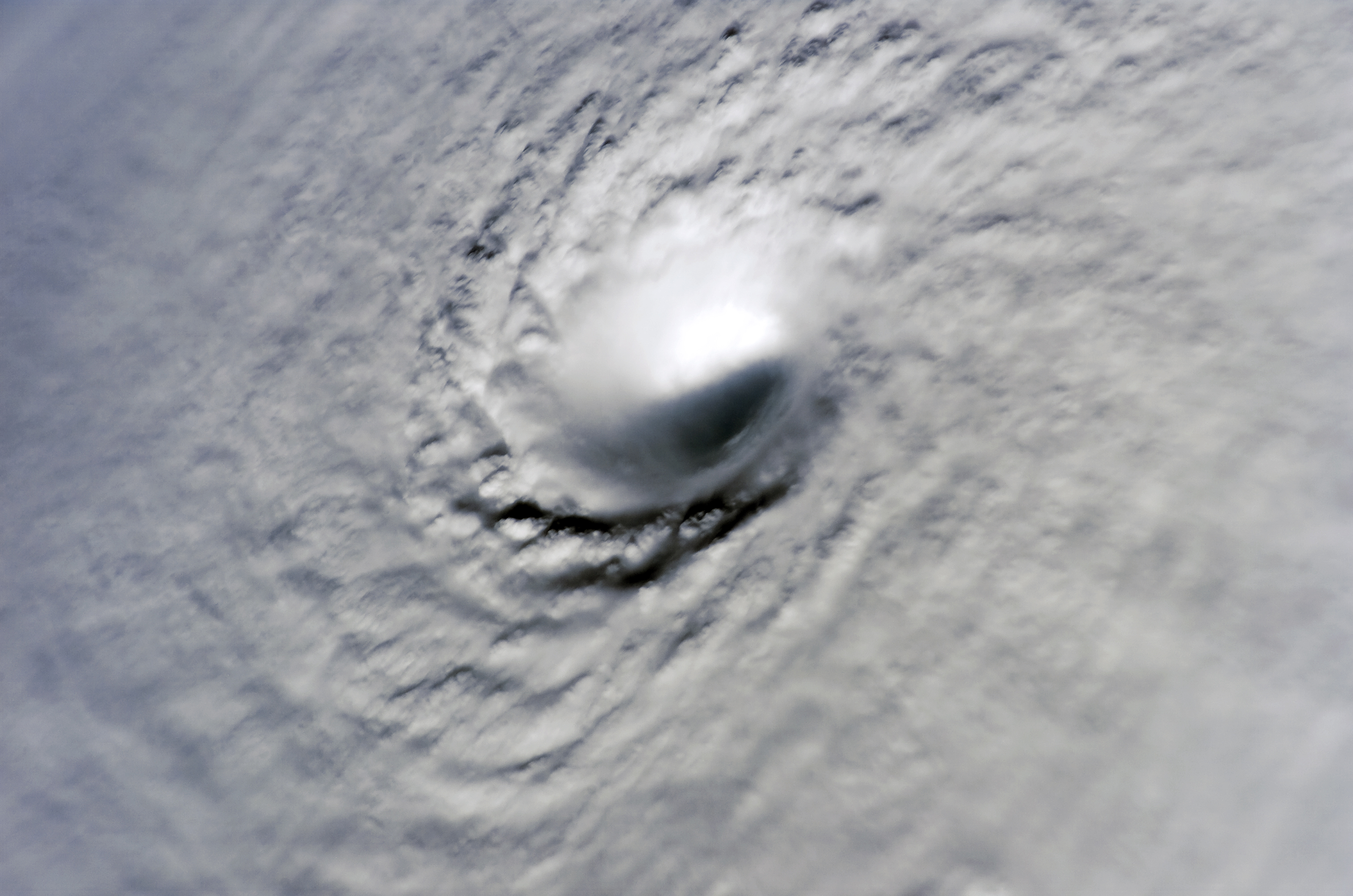
Photo de l'œil de l'ouragan Wilma à 13h22 TU le 19 octobre 2005 captée par l'équipage de la station spatiale internationale. Wilma est l'ouragan de l'Atlantique nord ayant la plus basse pression centrale à 882 hPa. On y voit les murs en pente de l'œil.

Les mésovortex du mur de l'œil sont des tourbillons de très petite échelle que l'on retrouve dans le mur orageux central des cyclones tropicaux très intenses. Ils sont similaires à des tourbillons de succion dans les tornades à entonnoirs multiples. Le vent peut y être jusqu'à 10 pour cent supérieur à celui dans le reste du mur. Ils sont communs à certains moments de la vie du cyclone. Ils ont un comportement singulier, effectuant généralement une orbite autour du centre du cyclone mais occasionnellement demeurent stationnaires ou même traversent de part en part le centre.
Les observations de ce phénomène ont pu être reproduits expérimentalement et théoriquement. Ces tourbillons sont un facteur important après que le cyclone a touché terre. Les méso-vortex peuvent en effet alors transmettre leur rotation aux orages inclus dans le système et la friction de la terre permet de concentrer celle-ci près du sol ce qui peut causer des groupes de tornades.

### Tuba
Le tuba est l'apparence en pente du mur de l'œil dans les cyclones tropicaux très intenses. Ce phénomène assez fréquent lui donne l'apparence de gradins d'un stade sportif. Il est dû à la pente du mouvement ascendant de l'air dans les orages du mur de l'œil qui suit les isolignes de moment angulaire. Ceci est similaire à la forme que prend le tourbillon d'une baignoire qui se vide,,. En général, cet effet est plus notable dans les cyclones dont l'œil est petit où la variation du moment angulaire est plus forte avec la hauteur.

### Quasi-œil
Dans les systèmes tropicaux en intensification mais qui n'ont pas atteint le stade de cyclone de catégorie 1, on retrouve souvent une zone aux niveaux moyens de la tempête où la convection est absente. Ceci n'est pas visible dans le spectre visible et infrarouge des images satellitaires car le sommet des nuages obstrue la vue et forme une voûte. Cependant, les images provenant de satellites effectuant des sondages radar dans le spectre micro-onde, comme le TRMM, permettent de percer le sommet et de les voir. Un exemple de ce quasi-œil a été observé dans l'ouragan Beta (2005) lorsqu'il a atteint des vents de 80 km/h. Ces structures ne sont pas nécessairement au centre du cyclone, dû au cisaillement vertical des vents, mais il semble qu'il s'agisse du précurseur de l'œil,.

## Cycle de vie

### Formation

Circulation de l'air dans un cyclone tropical

Les nuages convectifs des cyclones tropicaux (des cumulonimbus) sont organisés en bandes longues et étroites orientées parallèlement aux vents horizontaux. Ces vents sont affectés par la circulation cyclonique antihoraire et s'enroulent en spirale autour du centre de ladite circulation. Ainsi, les bandes s'organisent en spirale convergeant vers le centre du cyclone.
Les bandes sont le siège de forts mouvements de convection :
1. l'air chaud et humide près de la surface converge vers le centre des bandes ;
2. en montant dans les cumulonimbus, l'humidité de l'air se condense et libère sa chaleur latente ;
3. l'air devenu sec et frais diverge en haute altitude ;
4. l'air frais redescend sur les deux côtés des bandes ;
5. l'air se réchauffe et se gorge d'humidité et le cycle recommence[21].

La subsidence de l'extérieur des bandes spiralées se concentre dans un petit périmètre au centre du cyclone. L'air froid de la haute troposphère, en descendant, s'échauffe et s'assèche. Cette subsidence se concentre sur la partie concave de la bande spiralée, car le réchauffement est plus important de ce côté des bandes. L'air maintenant chaud s'élève, diminuant la pression atmosphérique. La pression chutant dans la concavité des bandes, les vents tangentiels s'intensifient. Alors les bandes convectives convergent vers le centre cyclonique en s'enroulant autour. Le résultat est la formation d'un œil et d'un mur de l'œil.

### Cycles de renouvellement du mur de l'œil

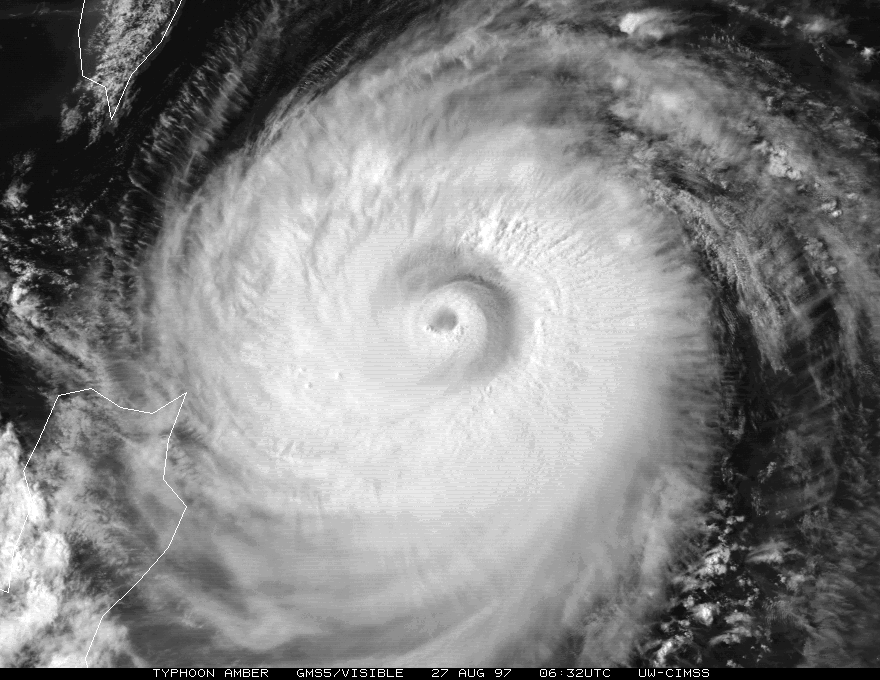
Photo satellitaire du typhon Amber de 1997 montrant des murs internes et externes lors du renouvellement de l'œil

Les cyclones tropicaux manifestent des épisodes de renouvellement du mur de leur œil. En général ceux-ci se produisent dans les cyclones ayant des vents de plus de 185 km/h. Voici le déroulement d'un cycle :
1. Le mur de l'œil se contracte sous la pression du vortex ;
2. Un ou plusieurs murs externes, plus ou moins concentriques, se forment à partir des bandes orageuses du cyclone car ils ont un accès plus direct à l'humidité et à la chaleur ;
3. Le mur externe s'intensifie ;
4. Entre le mur externe et le mur interne se développent des courants d'air descendants entrainant l'air sec de la haute troposphère;
5. L'air sec descendant provoque la dissipation des nuages convectifs et la rupture des murs internes ;
6. Le mur externe se resserre et prend la place de l'ancien mur.

La hausse de pression résultant de la dissipation du mur de l'œil intérieur, plus rapide que la chute de pression engendrée par l'intensification du mur de l'œil externe, affaiblit le cyclone momentanément et est souvent suivi d'une intensification. La plupart des cyclones tropicaux intenses vivront un ou plusieurs de ces cycles. L'ouragan Allen, par exemple, en 1980 a connu plusieurs cycles de renouvellement qui l'on fait osciller entre les catégories 3 et 5 de l'échelle de Saffir-Simpson et l'ouragan Juliette de 2001 est l'un des rares cas documentés de mur triple

## Dangers
Même si le temps est clément dans l’œil et les vents légers, c’est un endroit particulièrement dangereux en mer. Les vents maximums du cyclone se retrouvent dans le mur de l’œil où ils poussent sur la surface d’eau et forment des vagues de grande amplitude. Ces vagues se déplacent cependant dans la direction générale du vent et n’interfèrent pas l’une avec l’autre. Par contre, les vagues qui pénètrent dans l’œil, depuis le mur, se dirigent l’une vers l’autre et peuvent former des crêtes énormes en se rencontrant.
Ces vagues scélérates peuvent facilement submerger un navire. La hauteur maximale que peuvent atteindre ces vagues n’est pas entièrement connue mais près du mur de l’œil de l’ouragan Ivan, on a enregistré une amplitude de 40 mètres entre le creux et la crête d’une de celles-ci. De plus, ces vagues s’ajoutent à l’onde de tempête, un rehaussement de la houle causé par la pression du système.
Une erreur commune lors du passage de l’œil sur terre est, pour les résidents, de sortir inspecter les dommages en pensant que la tempête est terminée. Ils sont ensuite surpris par le retour du mur de l’autre côté du cyclone. Les services météorologiques déconseillent donc aux personnes dans les régions où passe un cyclone tropical de quitter les abris avant de recevoir un message des autorités indiquant la fin de l’alerte cyclonique.

## Œil dans d’autres systèmes météorologiques

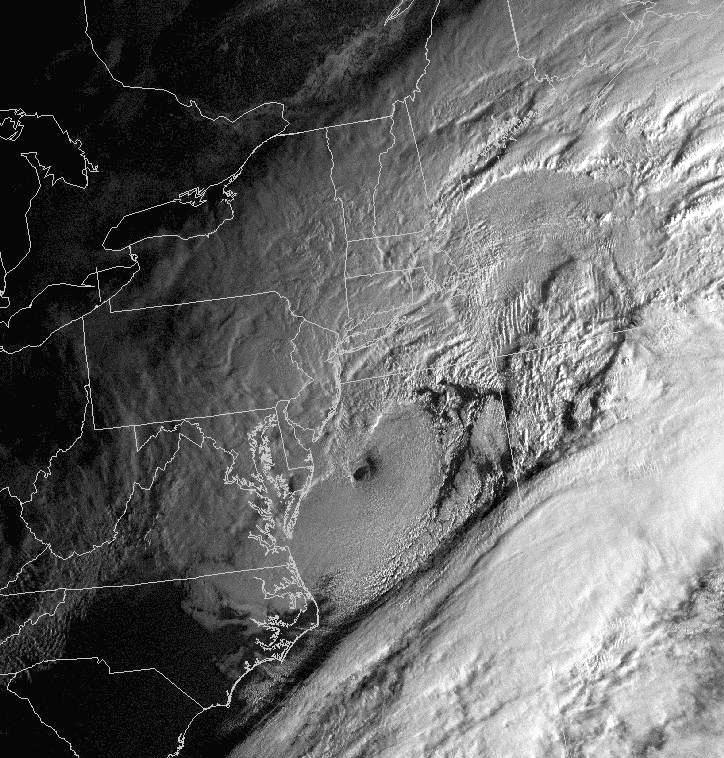
Image satellitaire de la tempête du Cap Hatteras qui causa un blizzard en 2006. Noter l'œil qui la fait ressembler à un ouragan

Seuls les cyclones tropicaux ont une structure portant le nom officiel « d’œil ». Cependant, d’autres types de dépressions et de phénomènes météorologiques ont des structures qui y ressemblent. On compte parmi celles-ci :
- La dépression polaire : une dépression de méso-échelle qui se forme dans les régions arctiques au-dessus des eaux non recouvertes de glace alors que la température est de beaucoup inférieure au point de congélation. Dans ces conditions, l’air est très instable et humide près de la surface ce qui mène à la formation de nuages convectifs d’assez grande épaisseur. Leur moteur est donc similaire aux cyclones tropicaux, soit le relâchement de chaleur latente. Les vents peuvent atteindre la force de tempête (plus de 89 km/h selon l’échelle de Beaufort) mais leur diamètre et leur durée de vie sont très restreints (moins de 200 km et deux jours). On peut parfois y noter des bandes de précipitations intenses et un mur d’œil dans les images satellitaires[26].

- Le cyclone extratropical : les dépressions des latitudes moyennes sont le résultat de la rencontre de masses d’air de différentes températures et humidité. Elles sont donc fondamentalement différentes des cyclones tropicaux. Cependant, dans la vie d’un tel système, le front froid finit par rejoindre et devancer le front chaud et une zone en occlusion se produit au centre de la dépression. Les nuages, généralement non convectifs, forment alors une zone circulaire autour du centre et une structure similaire à un œil est souvent visible. Celle-ci se trouve cependant dans une zone en dissipation de la tempête. De bons exemples de ce comportement est celui des tempêtes du Cap Hatteras en Amérique du Nord ou les tempêtes hivernales en Europe[27].

- Le cyclone subtropical : ces dépressions sont des systèmes qui ont à la fois des caractéristiques des cyclones tropicaux et extratropicaux car elles se trouvent à la limite de formation entre ces deux types. Si la convection s’organise en bandes, un œil peut apparaître bien qu’on n’ait pas encore affaire à un système tropical. Ces cyclones comportent des vents violents et une mer très agitée. Ils deviennent fréquemment tropicaux. C’est pourquoi le National Hurricane Center les a introduits dans sa surveillance des ouragans et leur donne un nom tiré de la liste annuelle depuis 2002[28].

- Les tornades : ces phénomènes de très petite échelle donnent les vents les plus rapides sur la planète. On les retrouve sous plusieurs types de nuages convectifs mais principalement sous les orages supercellulaires. On peut avoir des tornades simples ou à entonnoirs multiples et les dommages par succion sont dus à la différence de pression entre l’environnement et le centre du/des l’entonnoir(s). En théorie, les entonnoirs pourraient avoir une zone de vents calmes, un « œil », au centre. Il existe des données de vitesses dans les tornades venant de radars météorologiques à effet Doppler et certaines observations in situ qui le confirmeraient[29],[30]

## Œil extra-terrestre

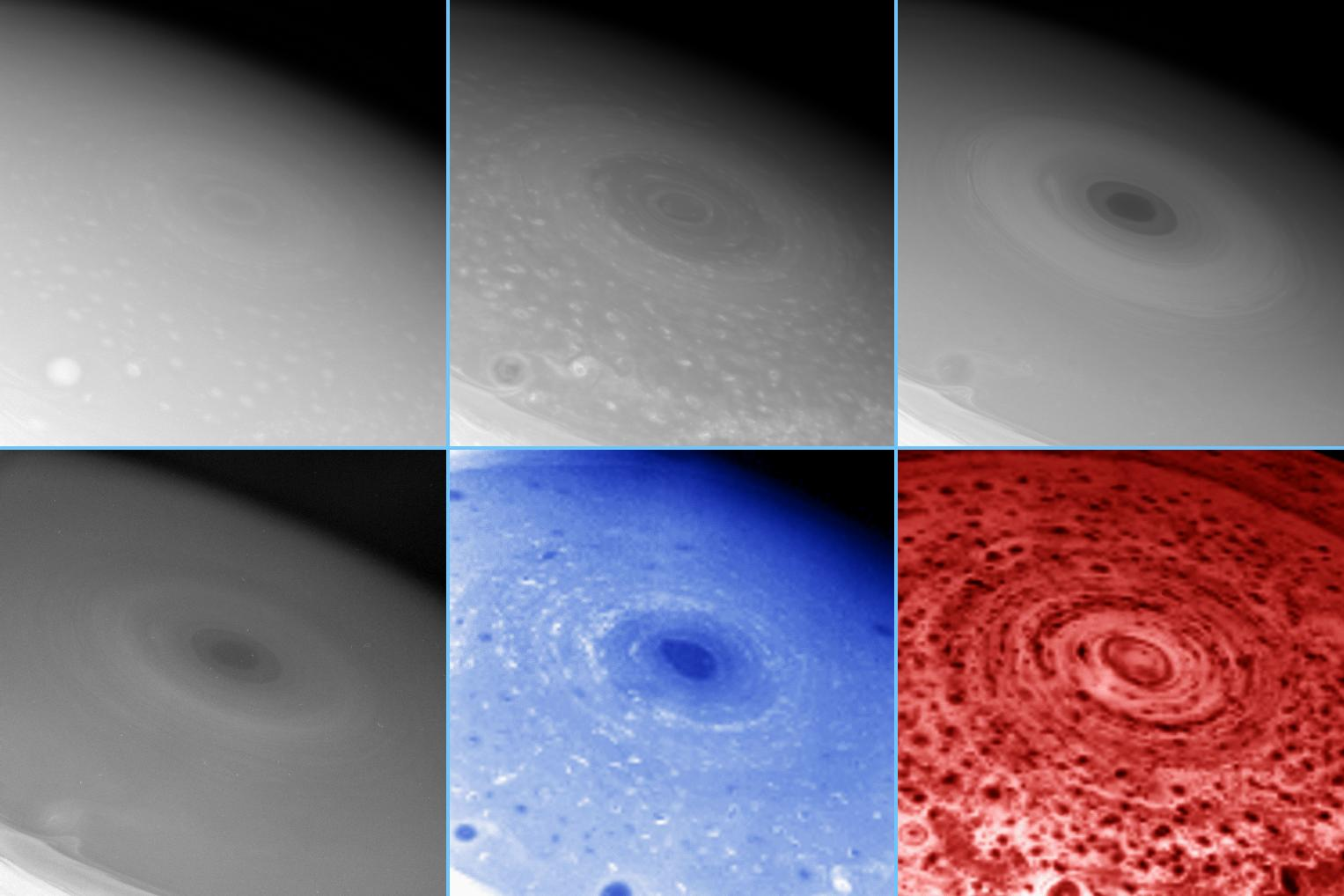
Tempête similaire à un ouragan au pôle sud de Saturne avec un mur d’œil de plusieurs dizaines de kilomètres de hauteur

La NASA a signalé en novembre 2006 que la sonde spatiale Cassini avait observé une tempête au pôle sud de Saturne qui avait toutes les caractéristiques d’un cyclone tropical, dont un œil. La présence d’un mur d’œil n’avait jamais été relevé sur aucune autre planète que la Terre. Même dans l’immense Grande Tache rouge de Jupiter, on n’a pas observé ce phénomène lors de la mission Galileo.
En 2007, de larges tourbillons ont été vus par la mission Venus Express de l’Agence spatiale européenne aux deux pôles de Vénus. Ces vortex avaient des yeux doubles,.